# أورام الجهاز الهضمي
أورام الجهاز الهضمي (بالإنجليزية: Digestive system neoplasms)‏ هي الأورام التي تؤثر على الجهاز الهضمي، وتتضمن:
- سرطان المريء
- سرطان المعدة
- سرطان الأمعاء
- سرطان القولون
- سرطان الشرج